# Druga Republika Grecka
Republika Grecka, tzw. Druga Republika Grecka, gr. Ἑλληνικὴ Δημοκρατία – historyczne państwo w dziejach Grecji, istniało w latach 1924–1935.
Drugą Republikę proklamowano 25 marca 1924 roku, po klęsce Grecji w wojnie przeciwko Turcji, która skompromitowała monarchię w oczach społeczeństwa. Proklamowana republika była jednak przez cały okres swojego istnienia niestabilna, a społeczeństwo było silnie podzielone ideologicznie. Polityka kraju znajdowała się w cieniu udanych i planowanych zamachów stanu, zaś stan gospodarki był fatalny, co było wywołane skutkami wojny i wymiany ludności z Turcją. W jej efekcie w Grecji znalazło się 1,5 miliona uchodźców, którym państwo nie było w stanie zapewnić pomocy. Pomimo wysiłków rządu Eleftheriosa Venizelosa w latach 1928–1932, Grecja dotkliwie odczuła skutki Wielkiego Kryzysu. Zwycięstwo wyborcze prokrólewskiej Partii Ludowej w 1933 roku i dwa nieudane zamachy skierowane przeciw niej utorowały drogę do restytucji monarchii w Grecji w 1935 roku i powrotu wygnanego króla Jerzego II Glücksburga.

## Kalendarium wydarzeń
- Proklamowanie republiki – 25 marca 1924
- Plebiscyt potwierdzający wprowadzenie republiki – 13 kwietnia 1924
- Wprowadzenie dyktatury przez Theodorosa Pangalosa – 24 czerwca 1925
- Obalenie Pangalosa – 24 sierpnia 1926
- Zwycięstwo wyborcze Eleftheriosa Venizelosa – 5 lipca 1928
- Nieudany zamach stanu wenizelistów – 1 marca 1935
- Plebiscyt ws. przywrócenia monarchii – 11 listopada 1935
- Wprowadzenie dyktatury Joanisa Metaksasa (reżim 4 sierpnia) – 4 sierpnia 1936

## Prezydenci
- Pawlos Kunduriotis – 1924–1929
- Aleksandros Zaimis – 1929–1935